# Как се забърках в сумото
„Как се забърках в сумото“ (на японски: シコふんじゃった。) е японски филм от 1992 година, комедия на режисьора Масаюки Суо по негов собствен сценарий.
В центъра на сюжета са група студенти неудачници, които попадат в западнал университетски отбор по сумо и се заемат да го спасят от закриване с успешно участие в междууниверситетско първенство. Главните роли се изпълняват от Масахиро Мотоки, Миса Шимидзу, Наото Такенака, Акира Емото.
„Как се забърках в сумото“ получава Наградите на Японската филмова академия за най-добър филм, режисура, сценарий, главна и поддържаща мъжка роля.